# Дела с идиотами
«Дела с идиотами» (англ. Dealin’ with Idiots) — американская комедия 2013 года режиссёра Джеффа Гарлина, снятая в духе независимого американского кино. Премьера в США состоялась 12 июля 2013 года.

## Сюжет
Известный комик Макс Моррис (Джефф Гарлин), в поисках вдохновения для нового фильма, приходит на игры бейсбольной команды сына.

## В ролях
- Джефф Гарлин — Макс Моррис
- Макс Райт — Джек Моррис
- Минди Риклс — Шелли
- Дейв Шеридан — Форрест
- Брэд Моррис — судья № 1
- Хоуп Дворачик — Анжела
- Керри Кенни-Сильвер — Кейтлин
- Стив Эйджи — Эзекия
- Фред Уиллард — Марти
- Алекс Пучинелли — Эмброус
- Боб Оденкёрк — тренер Джимбо
- Джей Би Смув — тренер Тэд
- Джейми Герц — Рози
- Пэт Финн — тренер конкурентов
- Джина Гершон — Софи
- Тимоти Олифант — отец Макса
- Ричард Кайнд — Гарольд
- Ниа Вардалос — Ава Моррис
- Иэн Гомес — комиссар Гордон
- Али Вонг — Кэти
- Джои Нуньез — клиент
- Кристофер Уильямс — бенгалец Боб
- Динна Брукс — Джеки Шоколатье
- Лунелл Кэмпбелл — Большая Сара
- Хироми Осима — Андреа